# 安彦忠彦
安彦 忠彦（あびこ ただひこ、1942年3月16日 - ）は、日本の教育学者。名古屋大学名誉教授。

## 来歴
1942年東京都生まれ。東京大学教育学部卒業、同大学院教育学研究科博士課程1年中退。大阪大学文学部助手、愛知教育大学教育学部専任講師、同助教授、名古屋大学助教授、同教授、早稲田大学教育・総合科学学術院特任教授を経て、2012年4月より2021年3月まで神奈川大学特別招聘教授。1984年から1年間、フルブライト若手研究員として米国フロリダ大学に研究留学。
名古屋大学教育学部附属中学校・高等学校長、同大学教育学部長などを歴任。1990年12月に木下繁彌と日本カリキュラム学会を共同創立。
2005年1月より第3期中央教育審議会委員（〜6期）。
専攻は教育課程（カリキュラム）論（主に中等教育）を中心に、教育方法、教育評価。博士（教育学）。

## 著書

### 単著
●『来たるべき時代の教育と教育学のためにー能力開発から能力制御への重点移動ー』教育出版、2022年
●『私教育再生ーすべての大人にできることー』左右社、2019年
●『教育史の中の内村鑑三』御茶ノ水書房、2016年
●『「コンピテンシー・ベース」を超える授業づくり』図書文化、2014年
●『子どもの発達と脳科学ーカリキュラム開発のためにー』(編著)勁草書房、2012年
●『「教育」の常識・非常識ー公教育と私教育をめぐつてー』学文社、2010年
- 『改訂版 教育課程編成論 学校は何を学ぶところか』放送大学教育振興会、2006年
- 『カリキュラム開発で進める学校改革』明治図書、2003年
- 『中学校カリキュラムの独自性と構成原理』明治図書、1997年 博士論文
- 『新学力観と基礎学力』明治図書 1996年
- 『「授業の個別化」その原理と方法を問う』明治図書、1993年
- 『自己評価 「自己教育論」を超えて』図書文化 1987年